# Zoombies 2
Pour plus de détails, voir Fiche technique et Distribution.
Zoombies est un film d'horreur américain de 2019, réalisé par Glenn R. Miller. C’est la suite de Zoombies (2016).

## Synopsis
Comme si une épidémie d’animaux zombies dans le premier Zoombies (2016) ne suffisait pas, l’humanité est maintenant confrontée à un autre cas de zombification animale extrême. Cette fois-ci, un garde-chasse arrêtant des braconniers finit par leur sauver la vie lorsque des animaux zombies les attaquent dans la jungle. Maintenant encerclés, le garde-chasse et les braconniers forgent une alliance difficile pour arrêter les bêtes avant que le virus super-zombie ne se propage au monde entier.

## Fiche Technique
Genre : Horreur
Interdit aux moins de 12 ans

## Distribution
- Caleb Thomas : Logan
- Jonathon Buckley : Randy Hock[2]
- Erica Sturdefant : Brooke Sullivan
- Jarrid Masse : Toronto
- Terra Strong : Jezel
- Jumarcus Mason : K.D.
- Peter Stickles : Isaiah
- Troy Castaneda : Ranger Mike
- Adam Meredith : Ford
- Ashley Alva : Layne
- Jaime Nungaray : Al
- Himanshu Prasad : Rod
- Kim Nielsen : Dr. Ellen Rogers[4]

## Accueil

### Réception critique
L’avis des utilisateurs sur Internet Movie Database est que ce film est une imitation de Rampage : Hors de contrôle ou quelque chose de ce genre. C’est absolument consternant, tout sauf les véhicules et les gens ressemble à quelque chose sorti d’un jeu vidéo ou de Photoshop.
Jim McLennan, sur Film Blitz, est un peu plus positif, estimant que « Bien qu’il s’agisse toujours d’un concept ridicule, celui-ci s’appuie sur les forces de son prédécesseur et aborde au moins quelques-unes des faiblesses ». Par exemple, bien que personne ne risque de confondre les effets spéciaux numériques de ce film avec ceux de Jurassic Park, ils parviennent à éviter d’avoir l’air trop ridicules. De plus, bien que se déroulant soi-disant dans la nature sauvage en Afrique, le film évite de montrer les bêtes de proie trop évidentes, comme des lions, et les héros sont plutôt attaqués par des porcs-épics et même des suricates. Ces mignonnes petites bêtes, adorées des documentaires de la BBC Wildlife, s’avèrent être un peu moins adorables quand elles tentent de vous arracher le visage. Jim McLennan a aimé le twist final, où l’histoire se lie soudainement à Zoombies. Il lui a semblé qu’il y avait moins de temps morts et plus d’énergie que dans le premier volet, le temps semble moins long.